# Tíquico
Tíquico ( /ˈtɪkᵻkəs/ : griego : Τυχικός) fue un cristiano asiático que, junto con Trófimo, acompañó al apóstol Pablo en un tramo de su viaje de Macedonia a Jerusalén. También refiere que estuvo con Pablo en Roma, desde donde el apóstol lo envió a Éfeso, probablemente con el propósito de edificar y animar a la iglesia allí. En el Nuevo Testamento, se lo menciona cinco veces ( Hechos 20:40; Efesios 6:21-22; Colosenses 4:7; Tito 3:12; 2 Timoteo 4:12).

## Aparición en la Biblia
(1) Hechos 20:4 afirma que Tíquico era de la provincia romana de Asia . El texto occidental indica que era efesio.

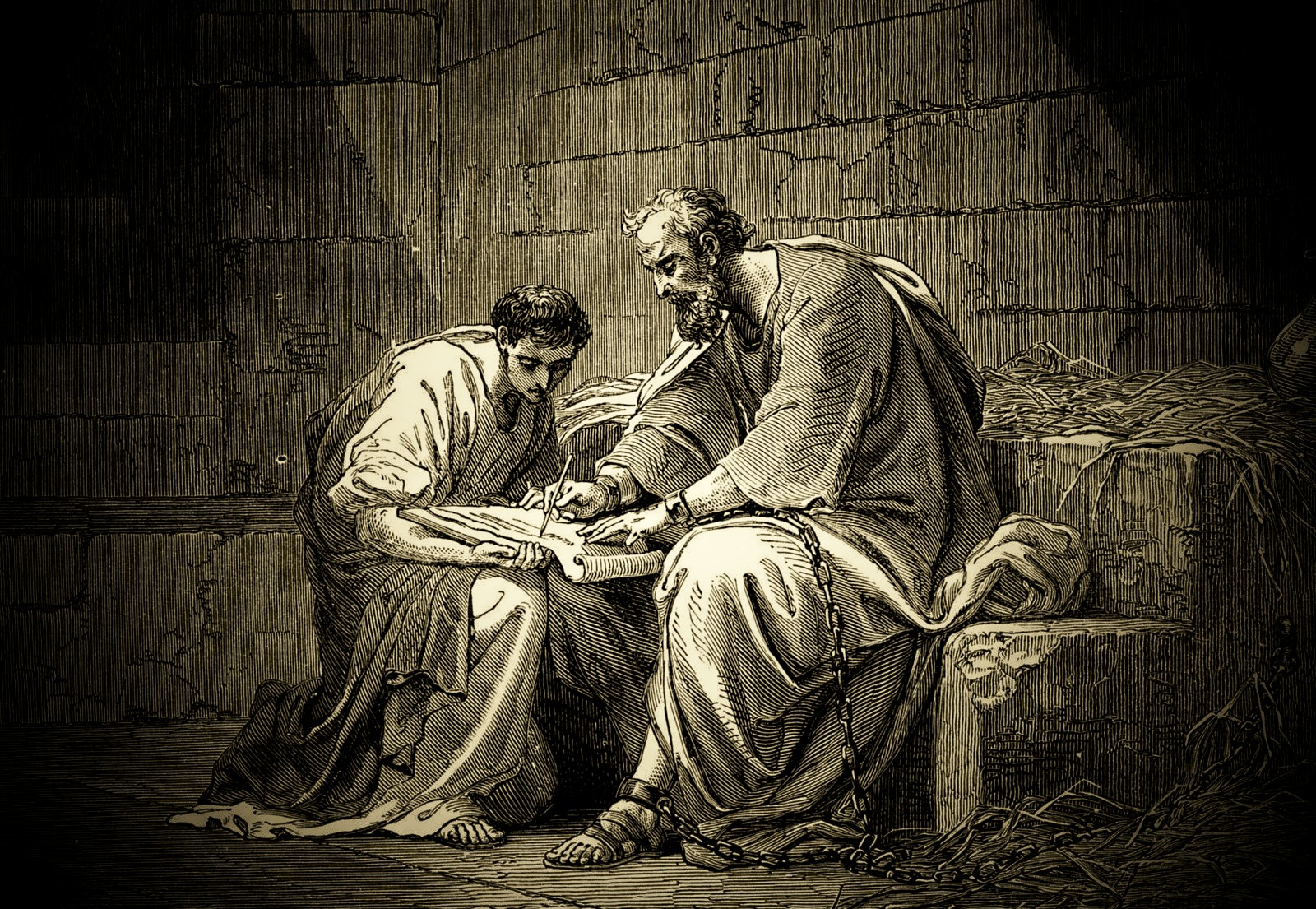
Pablo termina la carta a los Efesios y se la entrega a Tíquico. Grabado en madera de Gustave Doré

(2) En Efesios 6:21, el autor (tradicionalmente identificado como Pablo) llama a Tíquico un "querido hermano y fiel siervo en el Señor" (NVI),
(3) mientras que en Colosenses, dice que es "un querido hermano, un ministro fiel y consiervo en el Señor".
Tanto en Efesios como en Colosenses, el autor indica que envía a Tíquico a los cristianos a los que les escribe, para animarlos.
(4) Los pasajes de la Epístola a Tito (Tito 3:12) y Timoteo muestran que Tíquico estuvo nuevamente con Pablo tras la apelación al emperador, que resultó en que el apóstol recuperara su libertad. El pasaje de Tito evidentemente se refiere al intervalo entre el primer y el segundo encarcelamiento romano de Pablo, y mientras estaba nuevamente ocupado en viajes misioneros. El apóstol le escribe a Tito, quien se encontraba en Creta a cargo de las iglesias de allí, que tenía la intención de enviarle a Artemas o a Tíquico, para que supervisaran la obra del evangelio en esa isla a fin de que Tito quedara libre para venir a estar con el apóstol en Nicópolis.
(5) El último pasaje donde se menciona a Tíquico es la segunda epístola a Timoteo, escrito en Roma poco antes de la ejecución de Pablo. Hasta el final, Pablo se mantuvo ocupado en la obra del evangelio; y aunque hubiera sido un consuelo para él tener a sus amigos a su lado, los intereses del reino de Cristo son lo más importante en sus pensamientos, así que envía a estos amigos para colaborar en el progreso de la obra. Hasta el final, Tíquico se mantuvo activo: "Envié a Tíquico a Éfeso" (2 Timoteo 4:12). Como Timoteo estaba a cargo de la iglesia en Éfeso (1 Timoteo 1:3), la venida de Tíquico lo liberaría para permitirle partir de inmediato a reunirse con Pablo en Roma, como deseaba el apóstol (2 Timoteo 4:9, 2 Timoteo 4:21).

## Tradiciones posteriores
La Enciclopedia Católica señala que diferentes tradiciones hacen de Tíquico obispo de Colofón, Calcedonia o Neápolis en Chipre. Su fiesta en el calendario romano es el 29 de abril.
Una lista pseudoepigráfica de los Setenta Discípulos tradicionalmente adscritos a Hipólito de Roma incluye tanto a "Tíquico, obispo de Calcedonia" como a "Tíquico, obispo de Colofonia" por separado. La Enciclopedia Católica describe esta lista como "no confiable";en la ortodoxia bizantina, aquella duplicación se considera errónea y referida a una misma persona, cuya fiesta es el 8 de diciembre junto con la de sus compañeros discípulos Sóstenes, Apolos, Cefas, Epafrodito, César y Onesíforo.